# Mesacridites
Mesacridites – wymarły rodzaj owadów z rzędu prostoskrzydłych i rodziny Locustavidae, obejmujący tylko jeden znany gatunek: Mesacridites elongata.
Rodzaj i gatunek opisane zostały w 1954 roku przez Edgara F. Rieka. Opisu dokonano na podstawie pojedynczej skamieniałości odnalezionej w Beacon Hill, na terenie Brookvale w Australii i pochodzącej z piętra anizyku, z triasu. Autor zaliczył je do rodziny Stenaropodidae, natomiast Olivier Béthoux i Andrew Ross przenieśli go w 2005 roku do Locustavidae.
Owad ten miał przednie skrzydło długości około 65 mm. Jego użyłkowanie charakteryzowały: sięgająca wierzchołkowej ⅓ skrzydła i delikatnie zakrzywiona żyłka subkostalna, prawie równoległa do niej pierwsza żyłka radialna, biorący początek w nasadowej ⅓ skrzydła i wyposażony w grzebykowate odgałęzienia sektor radialny, wychodząca z nasady skrzydła żyłka medialna wcześnie podzielona na czterogałęzistą żyłkę medialną przednią i niemal od razu zlaną z pierwszą (z co najmniej trzech) odnogą przedniej żyłki kubitalnej żyłkę medialną tylną.